# AGM-130
AGM-130 — американская ракета «воздух-поверхность». Разработана в 1984 году корпорацией Rockwell International по программе Surface Attack Guided Munition. В декабре 1994 года поступила на вооружение ВВС США. Производство ракеты велось на заводах подразделений компании Boeing — Integrated Defense Systems в Сент-Чарльзе, Миссури и Rocketdyne Propulsion & Power в Канога-Парке, Калифорния.

## Устройство
Представляет собой управляемую бомбу GBU-15 оснащённую твердотопливным ракетным двигателем и системой наведения. При подходе к цели входит в планирующий режим и сбрасывает двигатель.
Имеет ряд модификаций.

## Тактико-технические характеристики
- Длина: 3,9 м
- Диаметр: 457 мм
- Размах: 1,5 м
- Масса бомбы: 1313 кг
- Боевая часть: BLU-109[англ.] или Mk 84
  - Масса БЧ — 930 кг
    - Масса взрывчатого вещества — 430 кг

  - Взрыватель:
    - БЧ Mk-84 — FMU-124A/B
    - БЧ BLU-109 — FMU-143
- Система наведения: телевизионная и ИК
- Точность (КВО): 3,4 м
- Дальность: до 75 км
- Практическая высота: 9091 м
- Самолёт-носитель: F-15E, F-111F

## Закупки
| Закупки ракет для Вооружённых сил США | Закупки ракет для Вооружённых сил США | Закупки ракет для Вооружённых сил США | Закупки ракет для Вооружённых сил США |
| Год                                   | Количество                            | Бюджет                                | Источн.                               |
| ------------------------------------- | ------------------------------------- | ------------------------------------- | ------------------------------------- |